# Portretfotografie

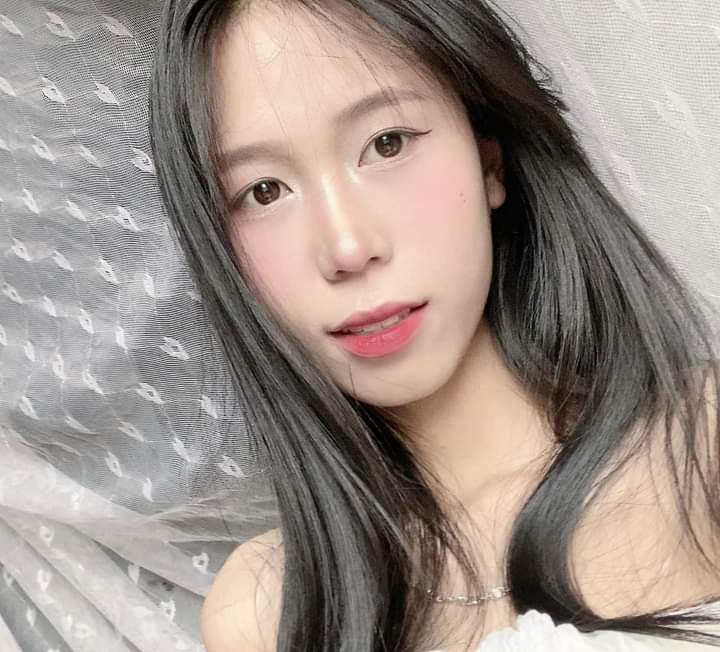
Portret van een 18-jarige

Portretfotografie is een fotografiegenre dat zich specifiek bezighoudt met portretten.
Portretfotografie heeft de menselijke figuur en vaak het menselijk gelaat als onderwerp. Soms een geënsceneerd studioportret, soms een simpele pasfoto. Ook de mens in een bijzondere omgeving kan tot de portretfotografie behoren.
Vaak werken portretfotografen in opdracht, voor tijdschriften, voor bekende personen, of in het algemeen voor mensen die portretfoto's nodig hebben.
Wanneer een portretfotograaf een eigen stijl ontwikkelt, kan hij daarmee grote bekendheid verwerven, zoals Erwin Blumenfeld, Eva Besnyö, Anton Corbijn, Gisèle Freund, Paul Huf, Elizabeth Koning, Philip Mechanicus en Michel Szulc-Krzyzanowski.
Internationaal wordt Yousuf Karsh gezien als een bekend portretfotograaf uit het begin van de 20e eeuw en ook de surrealist Man Ray fotografeerde vele belangrijke kunstenaars in die tijd. De Peruviaanse fotograaf Mario Testino, die ook als modefotograaf werkt, is bekend geworden met zijn portretfoto's van prinses Diana.